# Lenny von Dohlen
Lenny von Dohlen (Augusta, 22 dicembre 1958 – Los Angeles, 5 luglio 2022) è stato un attore statunitense.

## Biografia
Debuttò sul grande schermo nel film vincitore del premio Oscar Tender Mercies - Un tenero ringraziamento, di Bruce Beresford, affiancando il protagonista Robert Duvall. Grazie a quel ruolo, ottenne la parte principale nella pellicola Electric Dreams. Da qui in poi collezionò apparizioni in serie televisive come Miami Vice, I segreti di Twin Peaks , Walker Texas Ranger, CSI: Miami, Jarod il camaleonte, Criminal Minds, Ghost Whisperer; apparve anche nei film Fuoco cammina con me, Mamma, ho preso il morbillo (dove era uno dei quattro criminali) e in un gran numero di lavori per il teatro.
Morì a Los Angeles il 5 luglio 2022, all'età di 63 anni, in seguito ad una lunga malattia; il decesso fu annunciato dalla sorella Catherine su Facebook tre giorni dopo. La sua salma fu poi cremata.

## Vita privata
Fu sposato con la modella Marina Drujko, dal 2007 al 2008, e da lei ebbe la figlia Hazel. Dopo aver divorziato, l'attore iniziò una relazione con lo scrittore James Still.

## Filmografia

### Cinema
- Tender Mercies - Un tenero ringraziamento (Tender Mercies), regia di Bruce Beresford (1983)
- Electric Dreams, regia di Steve Barron (1984)
- Billy Galvin, regia di John Gray (1986)
- Dracula's Widow, regia di Christopher Coppola (1988)
- Fuga per un sogno (Leaving Normal), regia di Edward Zwick (1992)
- Fuoco cammina con me (Twin Peaks: Fire Walk with Me), regia di David Lynch (1992)
- Blind Vision, regia di Shuki Levy (1992)
- Eyes of the Beholder, regia di Stephan Elliott (1992)
- Gli occhi del delitto (Jennifer Eight), regia di Bruce Robinson (1992)
- Tollbooth, regia di Salomé Breziner (1994)
- Amberwaves, regia di Joe Holland (1994)
- Conto in sospeso (Bird of Prey), regia di Temístocles Lopez (1995)
- Circostanze pericolose (One Good Turn), regia di Tony Randel (1996)
- Entertaining Angels: The Dorothy Day Story, regia di Michael Rhodes (1996)
- Cadillac, regia di Andrew Frank (1997)
- Mamma, ho preso il morbillo (Home Alone 3), regia di Raja Gosnell (1997)
- Frontline, regia di Quinton Peeples (1999)
- Breathing Hard, regia di Eric Neal Young (2000)
- How's My Driving, regia di Jason Eric Perlman - cortometraggio (2004)
- Denti (Teeth), regia di Mitchell Lichtenstein - cortometraggio (2007)
- Beautiful Loser, regia di John Nolte (2008)
- Downstream, regia di Simone Bartesaghi e Neil Kinsella (2010)
- Night Blind, regia di Robert Parks - cortometraggio (2010)
- Ombre dal passato (Broken Horses), regia di Vidhu Vinod Chopra (2015)
- The Maestro, regia di Adam Cushman (2018)
- For the Weekend, regia di Tom Dever e Warren J. Williams (2020)

### Televisione
- Kent State - film TV (1981)
- Sessions - film TV (1983)
- How to Be a Perfect Person in Just Three Days - film TV (1983)
- American Playhouse - serie TV, episodio Under the Biltmore Clock (1984)
- Miami Vice - serie TV, episodio Racket (1984)
- ABC Afterschool Specials - serie TV, episodio Don't Touch (1985)
- Un salto nel buio (Tales from the Darkside) - serie TV, episodio Segnali lontani (1985)
- Un giustiziere a New York (The Equalizer) - serie TV, episodio Shades of Darkness (1986)
- In famiglia e con gli amici - serie TV, episodio We'll Meet Again (1988)
- I ragazzi della prateria - serie TV, episodio End of Innocence (1989)
- Grand - serie TV, episodi Blow Off, Czech, Please e Trigonometry Made Easy (1990)
- I segreti di Twin Peaks (Twin Peaks) - serie TV, episodi L'uomo dietro al vetro, Il diario segreto di Laura, La maledizione dell'orchidea e Demoni (1990)
- Flash (The Flash) - serie TV, episodio Twin Streaks (1991)
- A letto con l'assassino (Love Kills) - film TV (1991)
- Red Dwarf - serie TV, episodio Back to Reality (1992)
- La famiglia Brock (Picket Fences) - serie TV, episodio Bye-Bye, Bey-Bey (1996)
- Walker Texas Ranger (Walker, Texas Ranger) - serie TV, episodio Hall of Fame (1996)
- Chicago Hope - serie TV, episodio A Goy and His Dog (1999)
- I magnifici sette (The Magnificent Seven) - serie TV, episodio Penance (2000)
- Jarod il camaleonte (The Pretender) - serie TV, episodi Il volo dell'angelo, Violet, Senso interiore (parte 1), Senso interiore, Nome in codice: Rumor (1999-2000)
- The Ponder Heart - film TV (2001)
- CSI: Miami - serie TV, episodio 1x10 (2002)
- Ghost Whisperer - Presenze - serie TV, episodio Figli dei fantasmi (2007)
- Criminal Minds - serie TV, episodio La musica nel sangue (2009)
- Psych - serie TV, episodio Dual Spires (2010)
- The Orville - serie TV, un episodio (2017)

## Doppiatori italiani
Nelle versioni in italiano delle opere in cui ha recitato, Lenny von Dohlen è stato doppiato da:
- Giorgio Borghetti ne I segreti di Twin Peaks, Fuoco cammina con me
- Mauro Gravina in Flash, Psych
- Carlo Valli in Electric Dreams
- Vittorio Guerrieri in Conto in sospeso
- Massimo De Ambrosis in Mamma ho preso il morbillo
- Federico Danti in Denti
- Mino Caprio in Jarod il camaleonte
- Oliviero Dinelli in Ghost Whisperer - Presenze